# Талија (Муза)
Талија (од грч.  - цветати) је једна од девет Муза, заштитница комедије. Знаци препознавања су јој комична маска, венац од бршљана и пастирски штап. Као и све музе, кћерка је Зевса и Мнемозине. Са Аполоном је као потомке имала Корибанте. Сматра се да Талија може значити амајлија.
Талија је била муза комедије и идиличне поезије. Сматрана је и за богињу заштитницу музике, плеса и песама. Талијино име је изведено од грчке речи цветати што значи "цветна" "она која
цвета". По неким древним изворима Талија је са Аполоном имала сина. Приказивана је са комичном маском на лицу, са чизмама на ногама и круном од бршљана и пастирском трубом, која се користила као подршка глумцима у древним комедијама.
Њена обележја су: комична маска, пастирски штап и бршљанов венац. Према традицији и веровањима древних Грка, драматичар који пише комедију, позвао би помоћ Талију да му помогне у његовом раду. Зазив је био у облику молитве за божанску инспирацију од богиње. У комедијама, чији је покровитељ била Талија, увијек је био сретан крај. Глумци су користили гестове и различите маске да би одиграли своје улоге. Талија је била муза комедије (смешно лице. Глумци у комедијским улогама носили су само танку потковану ципелу звану чарапа. Талија, као муза комедије, била је повезана са маском комедије и комичном "чарапом". Као и остале музе, Талија је рођена недалеко од врха Олимпа. Ту, крај дворова Харита и Химероса, музе су имале дивну палату и место за игру које се данас назива "Плато Муза"; одатле су одлазиле свом оцу на Олимп, уз песму од које се орила цела земља. У Беотији, на врху планине Хеликон, налазила се по митологији "Долина Муза" где су музе играле око Зевсовог жртвеника. То је место древног грчког светилишта где су сваких пет година, од 3. века пре нове ере, организовани Museia фестивали у част девет муза. На ове прославе долазили су уметници, музичари и песници из целе Грчке.